# Oskar-von-Miller-Ring

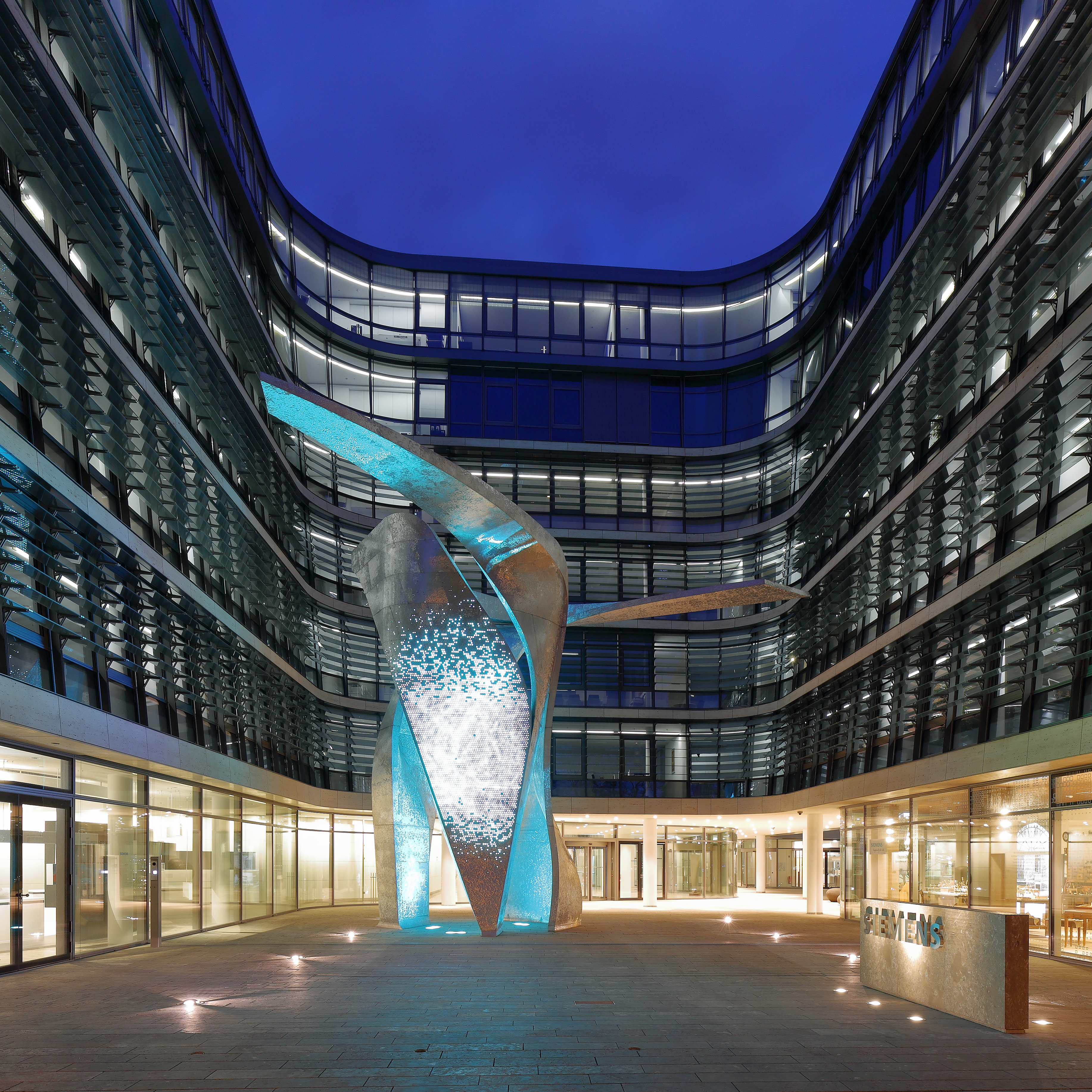
Siemens-Konzernzentrale, Henning Larsen Architects 2016 mit The Wings von Daniel Libeskind.

Der Oskar-von-Miller-Ring ist eine Innerortsstraße im Stadtbezirk Maxvorstadt (Nr. 3) von München. Er bildet mit der Von-der-Tann-Straße den Nordteil des Münchner Altstadtrings, auf dem die Münchner Innenstadt umfahren wird. Unter ihm und der östlich anschließenden Von-der-Tann-Straße verläuft von der Einmündung der Gabelsbergerstraße bis in die Prinzregentenstraße (mit einem Abzweig zum Franz-Josef-Strauß-Ring) der 1972 eröffnete und bis 2023 sanierte Altstadtringtunnel.

## Verlauf
Die Straße führt vom Maximiliansplatz/Platz der Opfer des Nationalsozialismus an der Kreuzung mit der Brienner Straße zunächst in nordnordöstlicher Richtung und dann im Bogen nach Ostsüdost zur Ludwigstraße, einer der Münchner Prachtstraßen, an der sie in die Von-der-Tann-Straße übergeht. Bei der Einmündung der von Westen kommenden Gabelsbergerstraße beginnt der Altstadtringtunnel, der sich unter der Ludwigstraße in die Von-der-Tann-Straße fortsetzt.

## Öffentlicher Verkehr
Die Straße wird von mehreren Stadtbuslinien, darunter der Museumslinie 100, durchfahren. Der U-Bahnhof Odeonsplatz ist nicht weit entfernt.

## Namensgeber
Die Straße ist nach dem Ingenieur, Elektropionier und Begründer des Deutschen Museums Oskar von Miller (1855–1934) benannt.

## Geschichte
Der Durchbruch der Straße erfolgte erst nach dem Zweiten Weltkrieg. Nördlich der Brienner Straße verlief ein Ast der Jägerstraße zur Gabelsbergerstraße, von der Amalienstraße zur Fürstenstraße die (nicht mehr existierende) Lotzbeckstraße, südlich von dieser die Glückstraße (heute weitgehend überbaut) und von der Fürstenstraße zur Ludwigstraße der Westteil der 1873 in Von-der-Tann-Straße umbenannten Frühlingsstraße. Der Altstadtringtunnel wurde ab 1966 angelegt und 1972 eröffnet. Für seinen Bau wurde von 1966 bis 1968 temporär eine Stahlhochbrücke angelegt.

## Charakteristik
Der Oskar-von-Miller-Ring bildet einen Teil des Münchner Altstadtrings, dessen Verkehr allerdings ab der Einmündung der Gabelsbergerstraße überwiegend unter der Straße im Altstadtringtunnel verläuft. Die Führung der Straße entspricht nicht dem auf rechte Winkel ausgelegten Rastersystem der Maxvorstadt. Erwin Schleich bemerkt hierzu: Die Baulinie am Oskar-von-Miller-Ring ist hier geradezu provinziell geschlängelt und läßt nur eines deutlich in Erscheinung treten: Das absolute Mißverständnis über die Situation und möglicherweise die Meinung, ein „Ring“ müsse identisch sein mit „krumm“. An der Einmündung zur Ludwigstraße fiel dem Straßenausbau das teilweise kriegszerstörte Haus Ludwigstraße 7 zum Opfer, dafür wurde das Haus Nr. 6 um zwei Achsen verlängert und verlor so seine Symmetrie. Das auf der nördlichen Ecke zur Ludwigstraße gelegene Herzog-Max-Palais war schon 1937 abgebrochen worden, es wurde durch den Bau der Landeszentralbank ersetzt, das die Westseite der Straße vollständig prägt. Die Ostseite wird durch aktuelle und ehemalige Bauten der Siemens AG dominiert. Darunter die Hauptverwaltung von Architekt Henning Larsen, fertiggestellt 2016, das ehemalige Siemens-Verwaltungsgebäude Oskar-von-Miller-Ring 18, heute Sitz des Goethe-Instituts, und das ehemalige Siemensforum, heute Sitz des Verlags Condé Nast Germany und von Amazon Web Services.
Die Platzsituation an der Einmündung der Brienner Straße ist durch die Nachkriegsbebauung verloren gegangen.
Am Oskar-von-Miller-Ring plant die Stadt, zur Erhöhung der Aufenthaltsqualität mehr begrünte Freiflächen mit einem weiteren Brunnen mit einer 13 m langen Wand aus Naturstein mit einem vorgelagerten etwa 25 m² großen Wasserbecken einzurichten.

## Bemerkenswerte Bauwerke

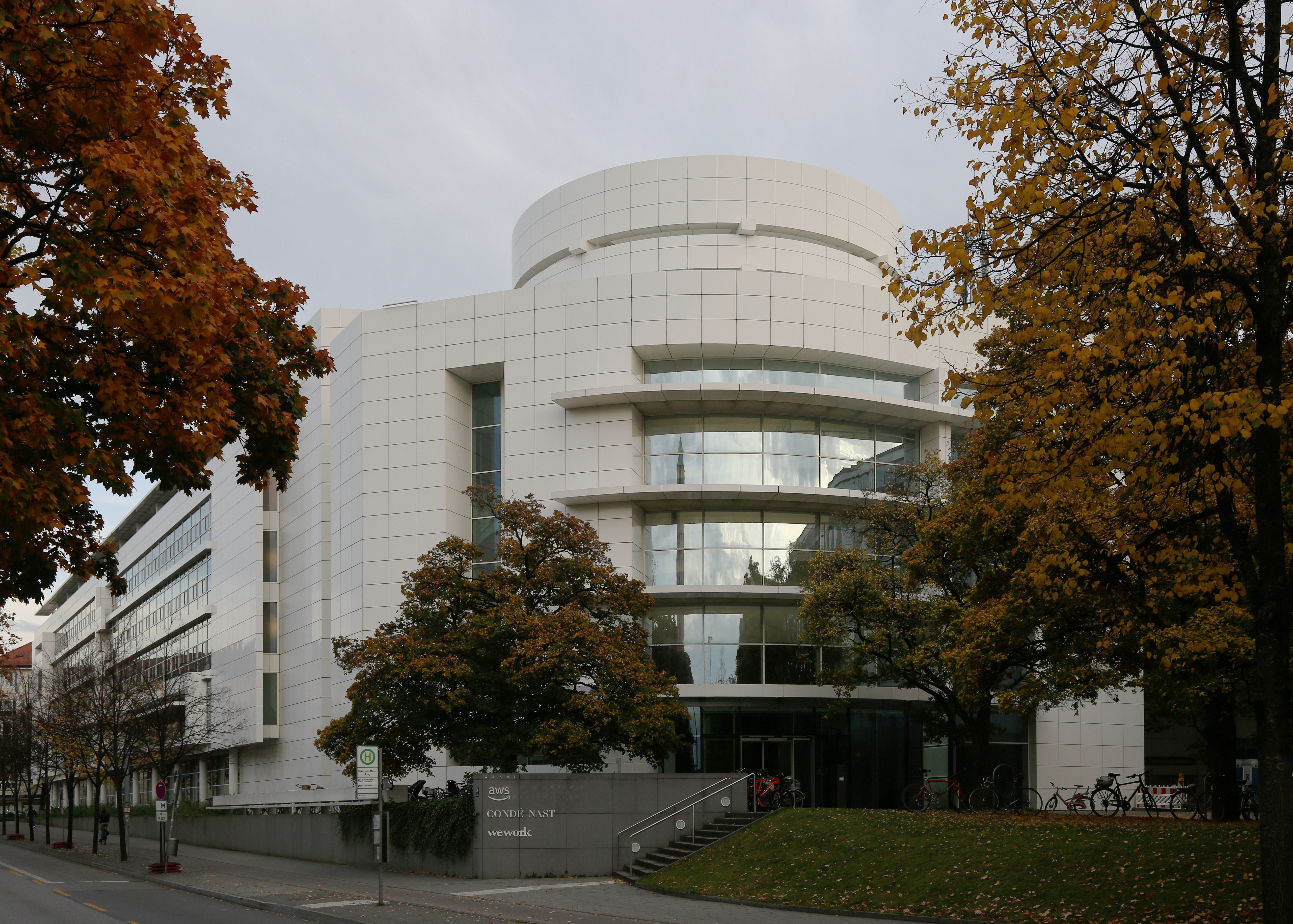
Oskar-von-Miller-Ring 20

- Hausnr. 18: Ehemaliges Verwaltungsgebäude der Siemens AG, Stahlbetonskelettbau mit zurückgesetztem fünftem Obergeschoss und konkav geschwungenem Dach in städtebaulicher Ecklage, über quadratischem Grundriss um einen Innenhof; erbaut 1951 (Denkmalliste D-1-62-000-7905), Sitz des Goethe-Instituts
- Hausnr. 20: Bürogebäude des Architekten Richard Meier (1999). Ursprünglich für die Siemens AG errichtet (SiemensForum München), 2019 Sitz von Conde-Nast, Amazon Web Services und WeWorks.

## Brunnen

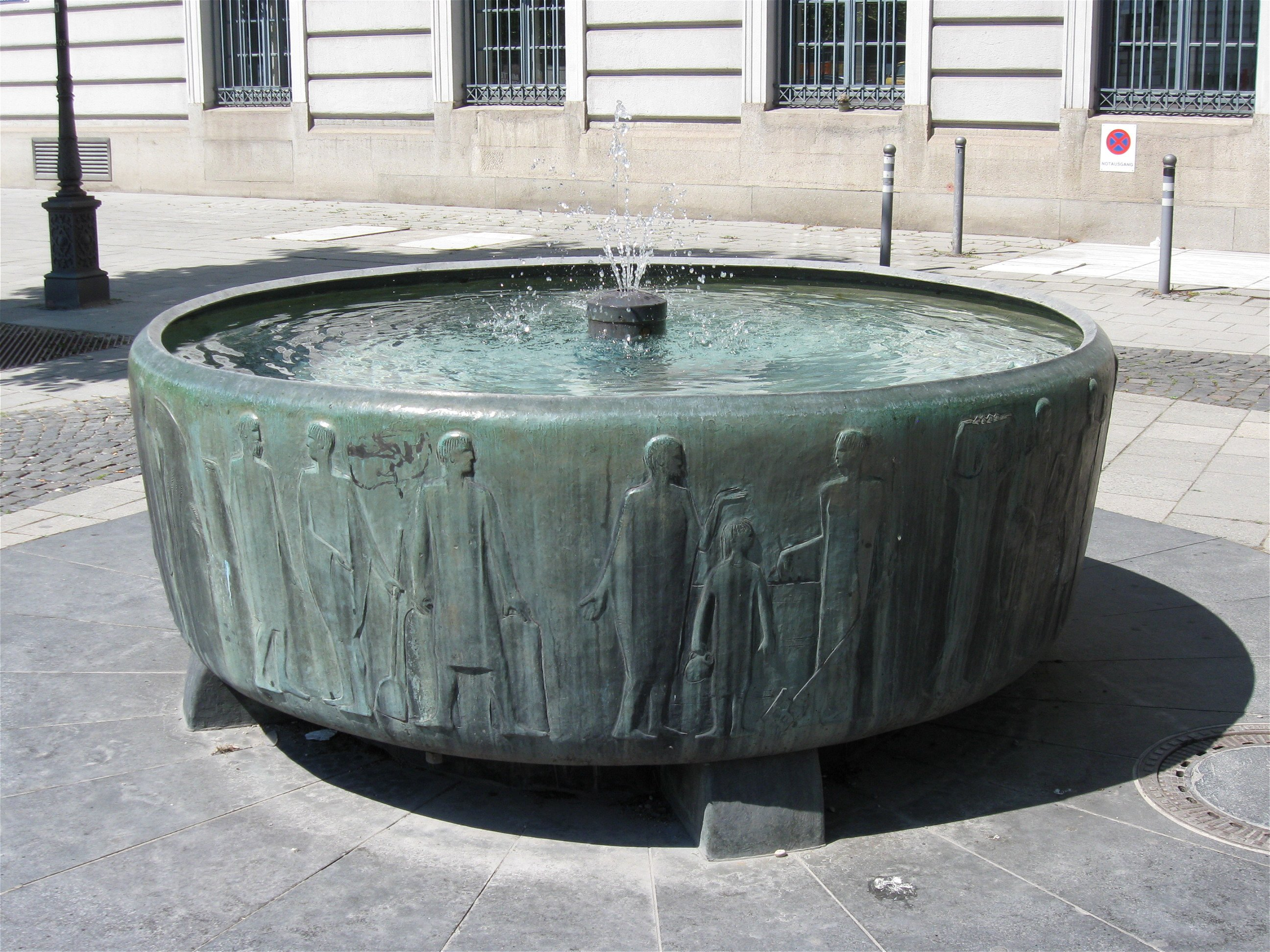
Bierbrunnen

- Bierbrunnen, Oskar-von-Miller-Ring 1, 1958 von Joachim Berthold, aufgestellt anlässlich der Errichtung des Brauerhauses 1958.[5]